# 순상 화산

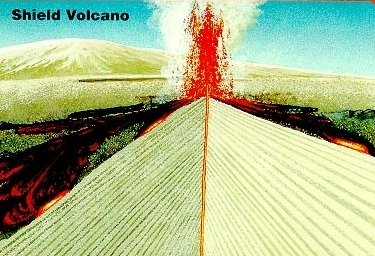
순상화산의 단면도

순상 화산(楯狀火山, shield volcano)은 완만한 경사면을 가진 밑바닥의 면적이 넓은 화산이다. 아스피테(aspite)라고 부르기도 한다. 점성이 낮은(흐르기 쉬운) 현무암질 용암의 분출·유동·퇴적에 의해서 형성된다.
지구상의 대형 화산의 대부분은 순상화산이다. 다량의 현무암질 용암의 분출에 의해서 형성되기 때문에 하와이 제도나 아이슬란드 등 열점이나 해령상에 주로 분포하고 있다. 하와이 제도의 화산은 대부분이 순상화산이며 세계 최대의 것은 하와이 섬에 있는 마우나로아 산이다(타무 산괴의 발견으로 인해 현재는 2위). 레위니옹 섬의 푸르네스 봉은 지구상에서 가장 활발한 순상화산의 하나로 평균 한 해에 한 번 꼴로 분화하고 있다. 대한민국에서는 한라산의 산록부가 순상 화산에 해당한다.

## 개요
분화의 중심에서 두세 곳의 방향으로 내려가는 코스가 생겨 중앙 화구와 이 코스를 따라 갈라진 틈에서 유동하기 쉬운 현무암질 용암이 유출하여 생긴 경사가 완만한 원뿔 모양의 화산체이다. 순상화산은 주로 용암류로 이루어진다. 아이슬란드형 순상화산은 순상화산으로서는 소형으로, 높이 1,000m 이하인 것이 많으며, 산꼭대기의 화구는 비교적 크다.  하와이형 순상화산은 중앙화구와 갈라진 틈에서의 분화를 되풀이하여 생긴 거대한 화산체이다. 하와이섬의 마우나로아 화산은 해발 4,170m, 킬라우에 화산은 1,247m이지만 하와이섬 부근의 해저의 깊이가 5,600m인 것을 고려하면 마우나로아 화산은 높이 약 1만 m의 화산이라고 할 수 있다. 화산체 기부(基部)의 지름은 100-400km나 되며, 육상의 산기슭의 경사는 3-6°이다. 산체의 크기에 비해 산꼭대기 화구의 지름은 작으며, 산꼭대기에 칼데라가 있는 곳이 많다. 해저 부분에는 침상 용암이나 유리질 파편의 집합체가 쌓여 있다.

## 같이 보기
- 성층 화산
- 종상화산